# فست سولفون بلک اف
فست سولفون بلک اف (به انگلیسی: Fast Sulphon Black F) با فرمول شیمیایی C30H20N4O11S3 یک ترکیب شیمیایی است. که جرم مولی آن ۷۰۸٫۶۹۵ گرم بر مول می‌باشد. 